# Boroviće
Boroviće (cirill betűkkel Боровиће), település Szerbiában, a Raškai körzethez tartozó Raška községben.

## Népesség
- 1948-ban 530 lakosa volt.
- 1953-ban 563 lakosa volt.
- 1961-ben 569 lakosa volt.
- 1971-ben 527 lakosa volt.
- 1981-ben 391 lakosa volt.
- 1991-ben 259 lakosa volt.
- 2002-ben 177 lakosa volt, akik közül 176 szerb (99,43%).